# Charaxes hildebrandtii
Charaxes hildebrandtii is een vlinder uit de familie van de Nymphalidae. De wetenschappelijke naam van de soort is voor het eerst geldig gepubliceerd in 1879 door Hermann Dewitz.